# 清里高原

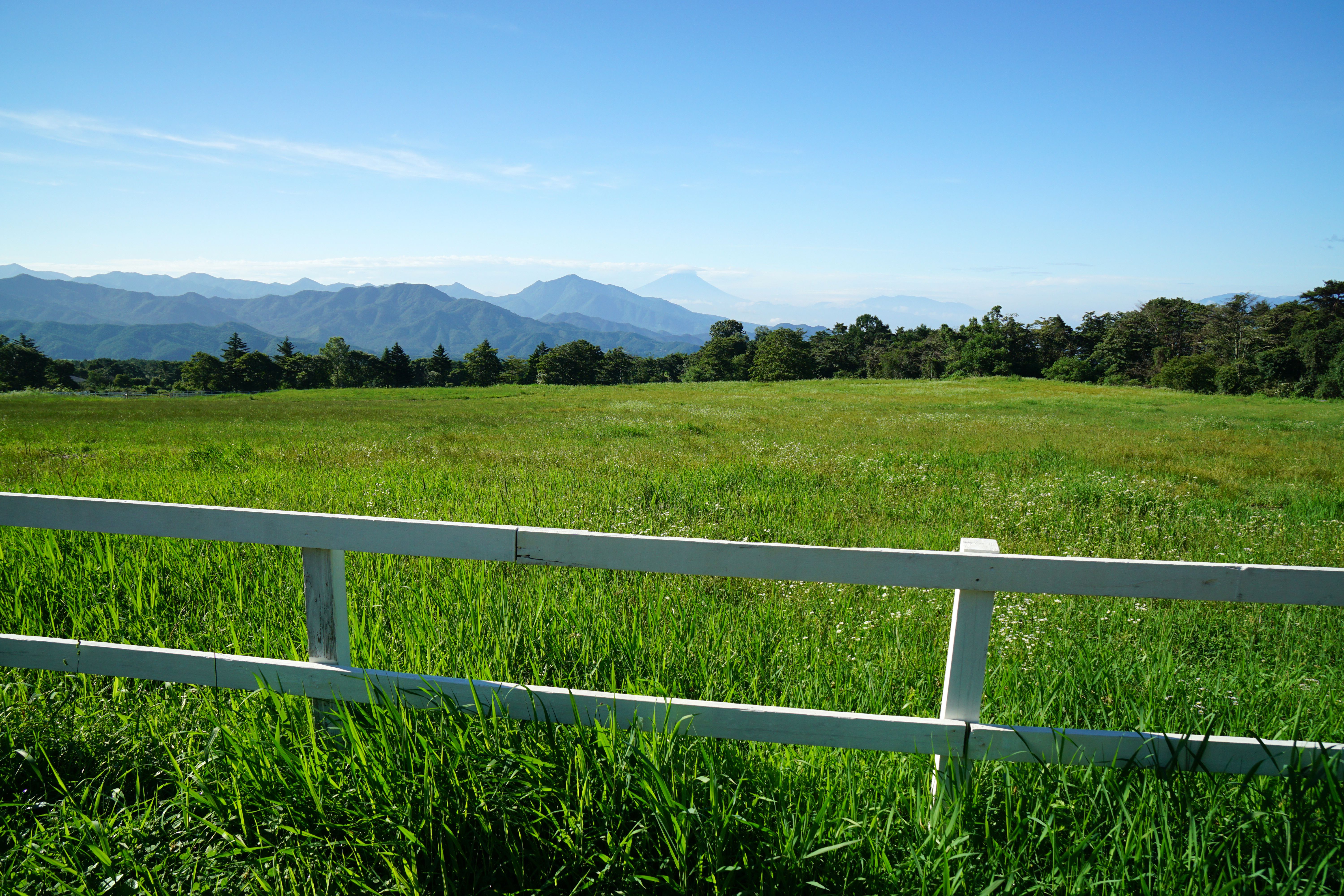
清里高原（キープ農場）。遠くに富士山を望む。

清里高原（きよさとこうげん）は、山梨県北杜市高根町に広がる高原である。八ヶ岳の南東麓に広がる観光地として有名である。
清里は1875年（明治8年）に浅川村と樫山村の合併により誕生した清里村に由来し、大字名は樫山だったが1964年（昭和39年）に「清里」に改めた。「清里高原」は観光地名だったが、現在では山梨県北杜市高根町清里という正式の地名となっている。

## 概要
八ヶ岳火山は広大な裾野を持ち、清里高原はその南東麓に広がる高原地帯で、開拓によって開かれた土地である。高所のため、気象変化が激しい。平坦な場所が少なく急坂が多い地形である。
1935年（昭和10年）、東京都西部の西多摩郡奥多摩町にある東京都水道局の小河内ダム（小河内貯水池）建設のために土地を追われた者や入植した者などにより開拓され、国鉄（現：JR東日本）清里駅を中心に観光地として発展した。
1970年代から1980年代にかけて『an・an』『non-no』に代表される女性誌が頻繁に取り上げたことにより、アンノン族が大挙して押し寄せる「清里ブーム」が起こった。周辺地域には押し寄せる観光客目当てのペンションやタレントショップ、ファンタジー調の店舗が乱立し、1975年の調査では87万人だった観光客は1989年の調査では約3倍の254万人に増加、ペンションの数は約130棟に上った。1990年代初頭のバブル崩壊後にブームは沈静化し、とくに清里駅周辺店舗の閉鎖が相次いだ。最盛期には一坪500万円に上った駅前の地価は、2017年現在では約170分の1の一坪3万円に下落している。
現在に至るまで、夏季は避暑地として、冬季はスキーというリゾート目的で訪れる人が主である。また八ヶ岳への山登りに利用する人もいる。

## 町の状況

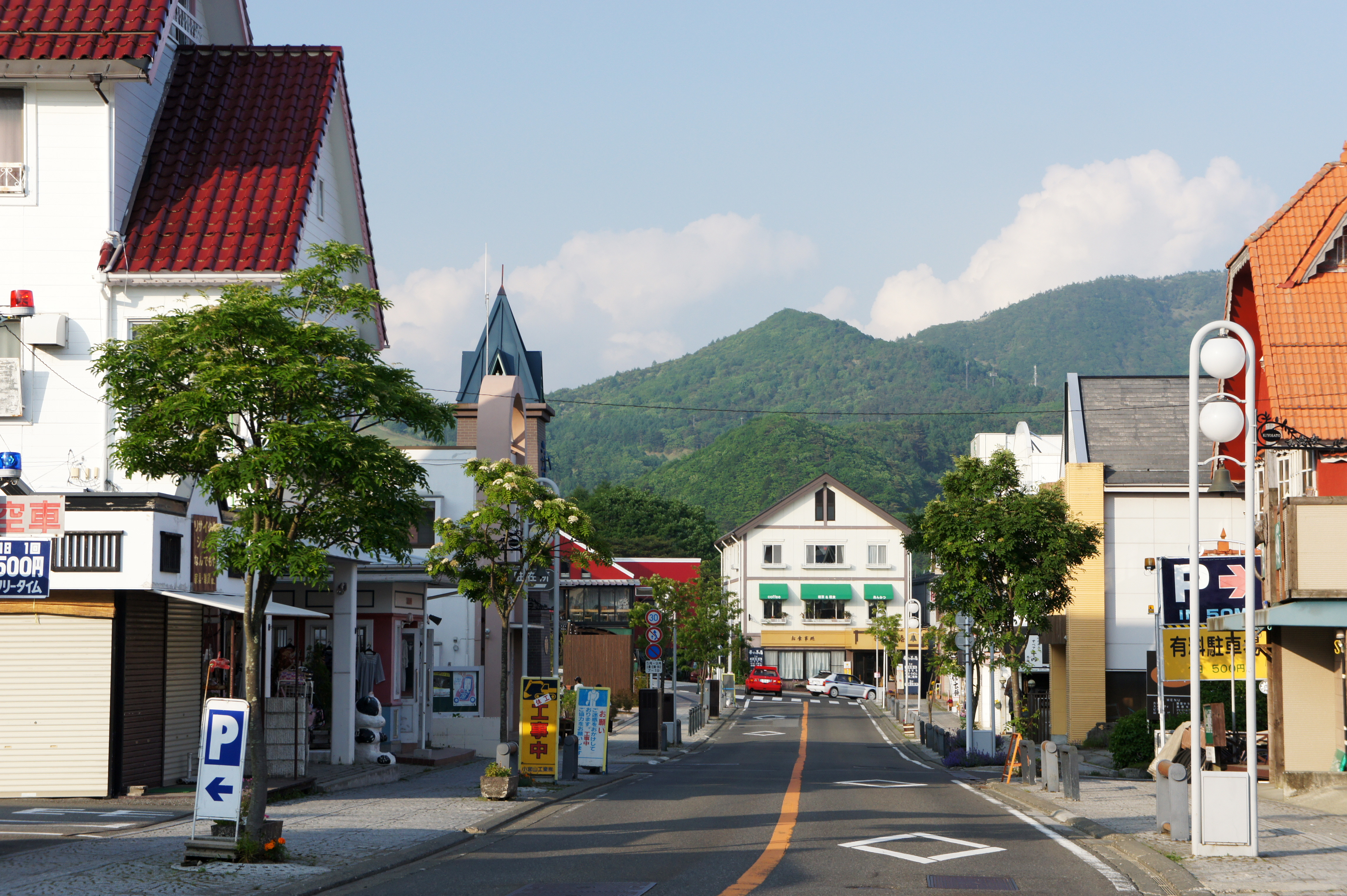
清里駅前の県道11号

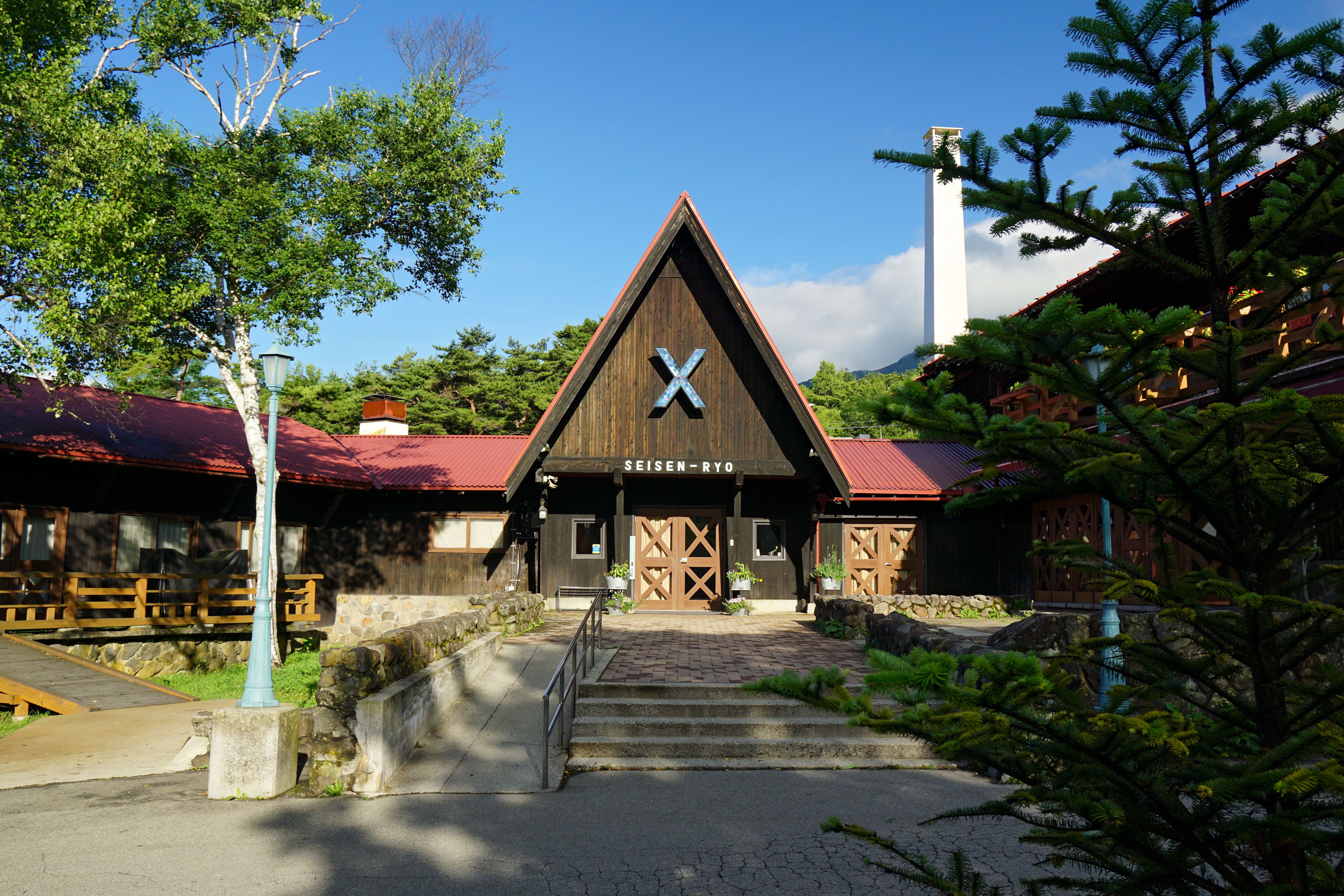
清泉寮

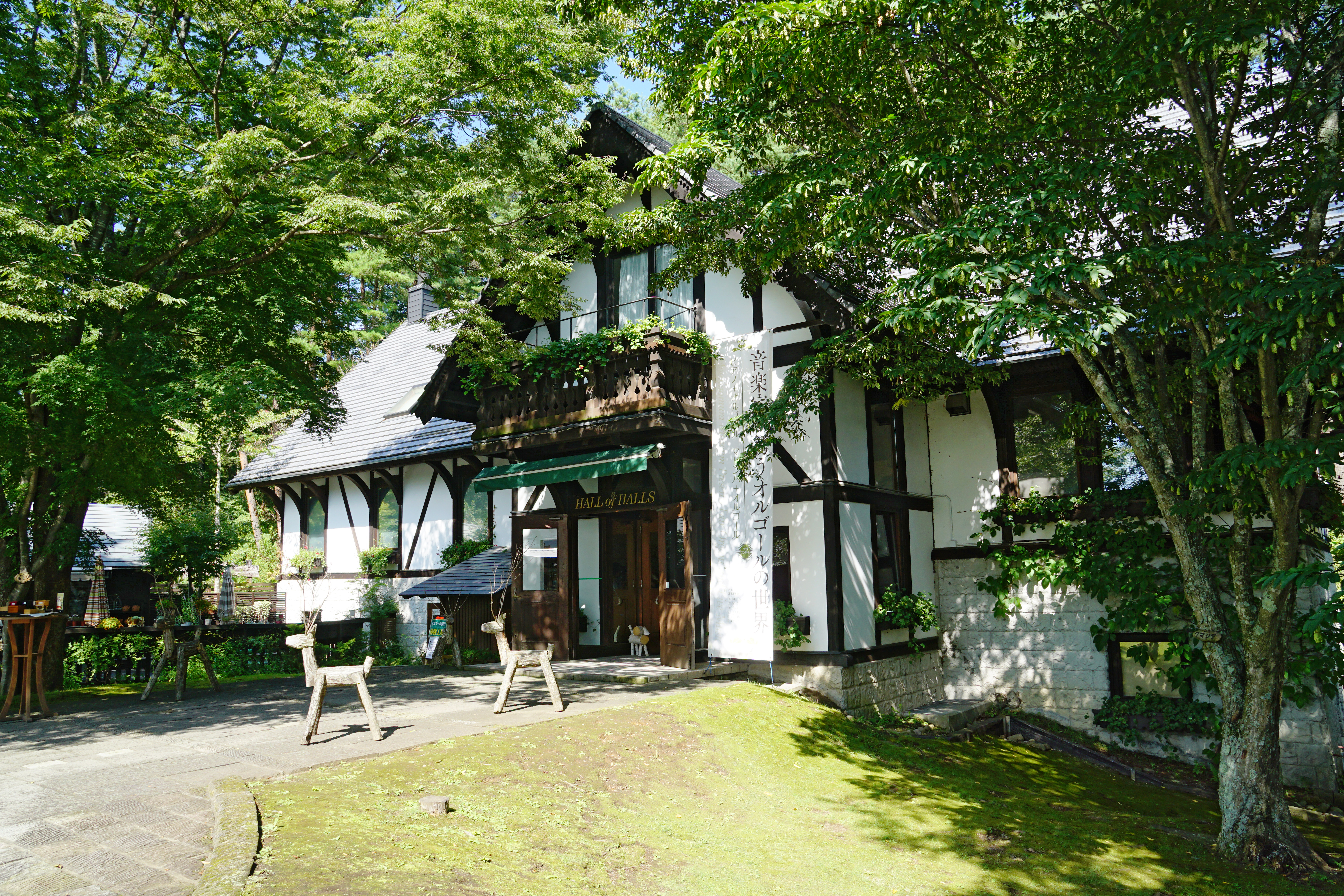
萌木の村

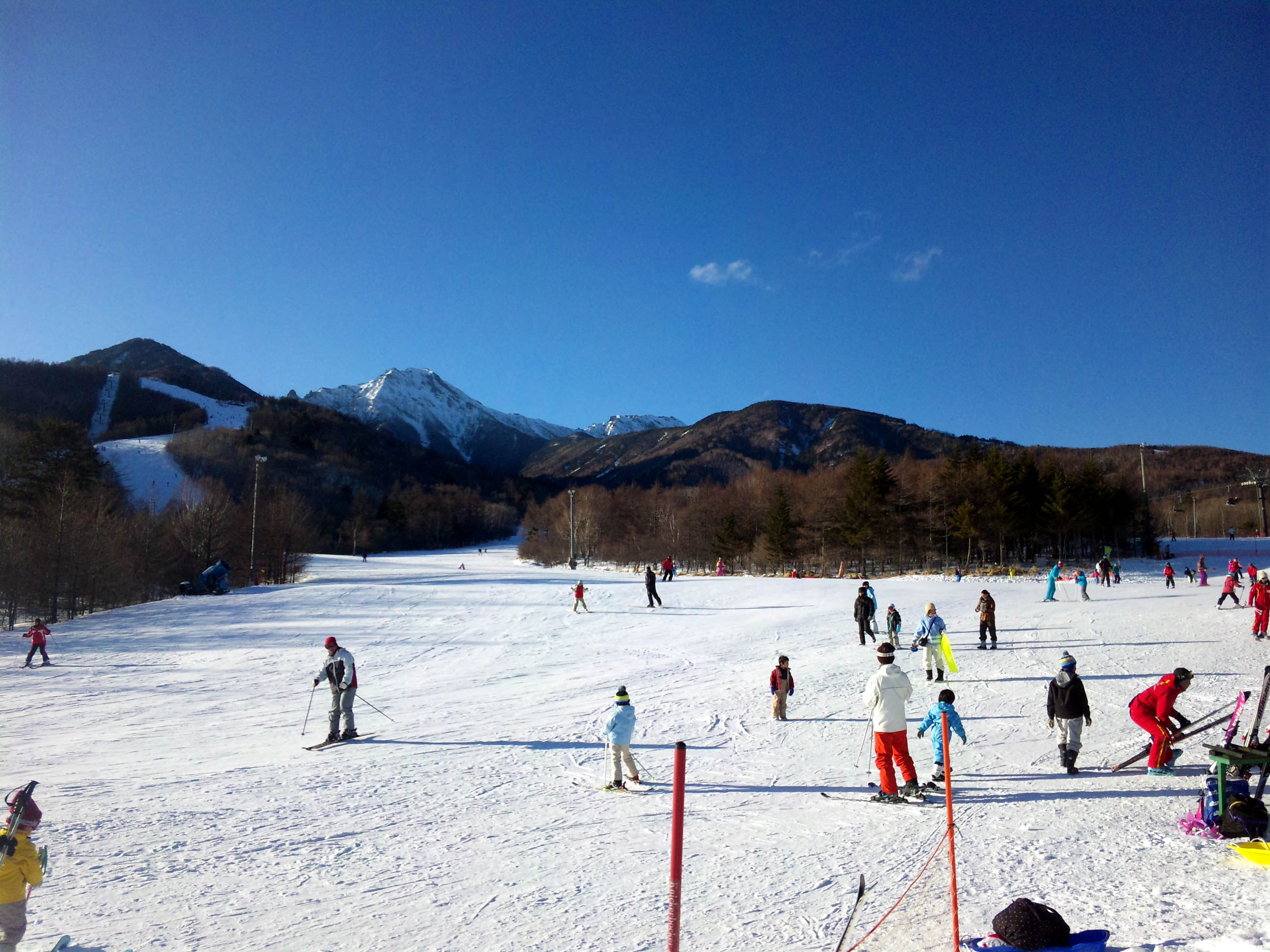
サンメドウズ清里スキー場

アメリカから来日したキリスト教の宣教師で、清里開拓の父と呼ばれるポール・ラッシュが設立した公益財団法人キープ協会が運営する「清泉寮」や「キープ農場」、工芸家のギャラリーなどがある「萌木の村」、清里温泉などが観光名所となっている。
周回するバスルートが複数あり、自転車を貸し出すところも複数ある。ペンションなどの宿泊施設も多くある。

ガソリンスタンドは3軒、コンビニエンスストアは2軒ある。町の外れには滝や渓谷もある。

## 名所・著名施設
- 清泉寮
- キープ農場
- ポール・ラッシュ記念センター
- 清里聖アンデレ教会
- 清里ポーセリンミュージアム
- 萌木の村
- サンメドウズ清里スキー場
- 美森の大ヤマツツジ（国の天然記念物）
- 山梨県立八ヶ岳自然ふれあいセンター
- 清里丘の公園
- 八ヶ岳公園
- 八ヶ岳ブルワリー（八ヶ岳ビール タッチダウン）

## アクセス

### 鉄道
JR小海線の清里駅を中心に開けている土地であり、小海線は中央本線の小淵沢駅または、北陸新幹線の佐久平駅から乗り換えることができる。ただし、佐久平駅からの場合、小淵沢駅からに比べ所要時間がかかる。

### 自動車
清里高原にアクセスしている路線は大きく分けて3つであり、それぞれ中央自動車道に最寄りインターチェンジが存在する。
- 国道141号
  - 須玉インターチェンジ
    - （甲府・静岡・八王子・東京方面からのサブインターチェンジ）
- 山梨県道28号北杜八ヶ岳公園線（清里高原大橋）
  - 長坂インターチェンジ
    - （甲府・静岡・八王子・東京方面からの最寄りインターチェンジ）
- 山梨県道・長野県道11号北杜富士見線（八ヶ岳横断道）
  - 小淵沢インターチェンジ
    - （諏訪・松本・名古屋・大阪方面からの最寄りインターチェンジ）

また、国道20号からも3路線に至ることができる。
北関東・長野市・上越・北陸方面からは
上信越自動車道→中部横断自動車道の八千穂高原インターチェンジから国道299号→国道141号でアクセス可能。
一般道は、急坂急カーブが多い。